# Raraka
Raraka és un atol de les Tuamotu, a la Polinèsia Francesa. Depèn de la comuna associada de Kauehi, de la comuna de Fakarava.

## Geografia
Està situat al centre i a l'oest de l'arxipèlag, a 49 km a l'est de Fakarava. L'atol té una forma ovalada de 26 km de llarg i 19 km d'ample. Consta d'uns bancs de sorra, amb una superfície terrestre de 7,2 km², que envolten la llacuna, de 342 km², amb un pas navegable a l'interior.
La vila principal és Motutapu, i els habitants són ocasionals. No disposa d'infraestructures.
| Kauehi 18 km   |               | Taiaro 44 km |
| Fakarava 49 km |               |              |
| Faaite 56 km   | Tahanea 54 km | Katiu 39 km  |

## Història
Va ser descobert l'1 d'octubre del 1831 pel capità Ireland del Adhemar.